# 菊繁一郎
菊繁 一郎（きくしげ いちろう、1957年 - ）は、日本の実業家。テバ製薬代表取締役社長兼最高経営責任者や、大正薬品工業代表取締役社長、武田テバ薬品代表取締役社長を務めた。

## 人物・経歴
1981年北海道大学水産学部卒業、台糖ファイザー入社。1988年日本イーライリリー入社。1990年日本イーライリリーDistrict Sales Manager。1993年日本イーライリリー教育研修課長。1995年日本イーライリリー営業業務課長。1997年日本イーライリリーMarketing Director（マーケティング部長）。1999年イーライリリー・アンド・カンパニー本社で短期派遣プログラム。2000年日本イーライリリーProduct Team Leader（統括部長）。2002年日本イーライリリーオンコロジーBusiness Unite Leader（事業部長）。2008年日本イーライリリー営業本部長。2013年からテバ製薬代表取締役社長兼CEO兼大正薬品工業代表取締役社長を務め、医薬品安定供給と品質の向上にあたるなどした。2015年には武田薬品工業との合弁契約を締結し、2016年に武田テバ薬品代表取締役社長就任。2017年神戸北斗塾代表理事。